# Roger Webb
Pour les articles homonymes, voir Webb.
Roger Webb est un compositeur britannique né le 7 avril 1934 à Bristol (Royaume-Uni), décédé le 19 décembre 2002 à Londres (Royaume-Uni).

## Filmographie

### Cinéma
- 1969 : One Brief Summer
- 1970 : Bartleby
- 1972 : Au Pair Girls
- 1972 : Burke and Hare
- 1974 : The Amorous Milkman
- 1975 : Bedtime with Rosie
- 1976 : Intimate Games
- 1977 : What's Up Nurse!
- 1980 : The Godsend
- 1981 : Madame Claude 2
- 1986 : The Boy in Blue de Charles Jarrott
- 1987 : He's My Girl

### Télévision
- 1968 : Strange Report (série télévisée)
- 1972 : Love Thy Neighbour (série télévisée)
- 1977 : Miss Jones and Son (série télévisée)
- 1978 : A Dog's Ransom (TV)
- 1978 : The Girl Who Walked Quickly (TV)
- 1978 : Quiet as a Nun (TV)
- 1979 : Eischied (série télévisée)
- 1980 : The Gentle Touch (série télévisée)
- 1981 : Meurtre d'une créature de rêve (Death of a Centerfold: The Dorothy Stratten Story) (TV)
- 1986 : Paradise Postponed (feuilleton TV)
- 1990 : One Last Chance (TV)
- 1992 : Sylvania Waters (série télévisée)
- 1993 : Riders (TV)

## Discographie
- 1971 : Vocal Patterns (feat. Barbara Moore)
- 1971 : Moonshade (feat. Barbara Moore)
- 1972 : Free As Air
- 1973 : Roger Webb Plays Gershwin
- 1974 : Awakening
- 1975 : Like A Friend
- 1976 : Pianos Greats
- 1979 : Friday Girl
- 1980 : Tender Moments
- 1982 : Midnight Magic
- 1982 : Nursery Rhymes
- Prime Time / Contempo